# Seuerlingske Comoedie-Trupp
Seuerlingske Comoedie-Trupp eller Seuerlings Comædie Troupp, var ett svenskt teatersällskap, aktivt mellan 1768 och 1813. 

## Historia

### Bildande
Sällskapet bildades år 1768 när Carl Seuerling, ledare för ett tyskt teatersällskap som hade turnerade i Sverige sedan 1760, gifte sig med den svenska skådespelaren Margareta Lindahl och i samband med giftermålet fick överta det teaterprivilegium som tidigare hade ägts av hennes far Peter Lindahl, som hade varit ledare för sitt eget teatersällskap 1754–1768.

### Verksamhet
Seuerlingske Comoedie-Trupp turnerade runt hela Sverige, och blev på många ställen troligen det första teatersällskapet som uppträdde och presenterade teater för det lokala samhället.  Det var bortsett från Stenborgs sällskap det enda svenska teatersällskap som var aktivt i Sverige före 1790-talet. Sällskapet spelade också en viktig pionjärroll i Finland: Stenborgs sällskap hade uppträtt där 1761 och 1764 (det första teatersällskapet efter ett tyskt 1735), men    Seuerling uppträdde där 1767–1768, 1778, 1786, 1789 och 1792. Det finns dock inte så mycket information om deras verksamhet där. 

### Repertoir
Seuerlingske Comoedie-Trupp förlöjligades ofta av tidens memoarförfattare, men detta skrevs oftast av medlemmar ur överklassen som var van vid huvudstadens och hovets teateruppsättningar, som ägde rum under mycket mer gynnsamma förhållanden. Affischer och annonser runtom Sverige under sällskapets turnéer tyder på att sällskapet var populärt bland allmänheten.  Teatern uppträdde i tillfälliga lokaler i de städer och samhällen det besökte. På vissa håll fanns riktiga teaterlokaler för kringresande sällskap, och på andra håll endast lador och liknande. De dåliga lokalerna påverkade kvaliteten på sceneriet. Sällskapet tycks också ofta ha lidit av personalbrist; detta var också en tid då utländska teatersällskap dominerade i Sverige, och endast Stockholm hade ett utvecklat teaterliv. En berömd berättelse om sällskapet var att det en gång led av en sedan personalbrist att det tvingades ersätta en del av aktörerna på scen med dockor, men detta var troligen en överdrift.  
Sällskapet framförde internationella och svenska pjäser, både teater, opera och balett. Dess kanske mest kända föreställning var då det stod för den svenska urpremiären av Shakespeares Romeo och Julia, som gavs på Egges teater i Norrköping 5 augusti 1776 och med Carl Seuerling och Margareta Seuerling i huvudrollerna. 

### Personal
Medlemmarna ur Seuerlingske Comoedie-Trupp är främst kända ur bevarade annonser i Sverige och Finland och blir ofta inte mer än namn. Medlemslistan finns upptecknad i sin helhet för hösten 1788, när teatern besökte Falun, och uppgavs då bestå av Carl Seuerling, Margareta Seuerling, Carolina Seuerling, Gustaf Wilhelm Seuerling, Severin Appelqvist och Margaretha Appelqvist, Johan Anton Lindqvist, Jean Claes Edelman, dansören Eckstein, "actriserna Nyendahl, Nordström och Sundberg" samt pigan Jacobina Nürenbach.
Bland övriga anställa nämns Martin Nürenbach, Adolph Fredric Neuman (1769–1770), Jonas Daniel Beckman (1770-talet),  Johan Pettersson (1792), Anders Lundqvist (1790-talet), Jonas Wernström (1780), Johan Peter Lewenhagen och Maria Helena Qvarnström (före 1793), Carl Peter Utberg (1793), Adolf Halidén, Brita Wahlström (1780), Lisa Bering (1770), Ulrika Sofia Björling och Maria Christina Björling, "m:ll Rochér; m:ll Courtell (dansös)"; Adelaide Neijendahl (1788-1810), "M:ll L. C. Hallongren" eller Beata Christina Hallongren (1793-95; sedan anställd hos Lewenhagen och 1797 hos Lindqvist), Fredrique Eleonore Baptiste och Anna Gestin.

### Upplösning
År 1793 pensionerade sig Carl Seuerling och slog sig ned i Örebro. Han överlät då sällskapet på Johan Peter Lewenhagen. När Carl Seuerling avled 1795, övertogs direktörsskapet av Margareta Seuerling, som företrädesvis turnerade i Finland. Margareta Seuerling överlät år 1813 sitt teaterprivilegium på Carl Gustaf Bonuvier, och därmed kan Seuerlingske Comoedie-Trupp sägas ha upplösts.